# 穩態理論
穩態理論（英語：Steady State Theory），又譯為穩恆態理論、恆穩狀態學說，是物理宇宙学中的一個宇宙模型假說。穩態理論假設，隨著宇宙擴張，新的物質會不斷產生，使宇宙符合完美宇宙學原理（Perfect Cosmological Principle）。
穩態理論與大爆炸理論同時出現，在20世紀前半獲得不少物理學家的支持。在1960年代後，隨著越來越多的天文學與物理學證據支持大爆炸理論，認為宇宙的年龄有限，現今穩態理論已被視為是過時的假說。

## 歷史
根據廣義相對論的計算，宇宙為動態，其解可能是擴張或縮小的，愛因斯坦加入宇宙學常數，使宇宙保持靜態。1922年，物理學家亞歷山大·弗里德曼提出弗里德曼-勒梅特-罗伯逊-沃尔克度规。1924年，再度提出弗里德曼方程，根據廣義相對論，提出宇宙正在擴張中的見解。1929年，在哈伯定律提出後，根據紅移現象，科學家認為宇宙正在擴張中，愛因斯坦因此抛棄了宇宙學常數與靜態宇宙模型。
1927年，乔治·勒梅特提出廣義相對論的一個解，建立弗里德曼-勒梅特-罗伯逊-沃尔克度规。在1932年，提出宇宙可能源自於單一原子的爆炸，之後一直擴張。第二次世界大戰結束之後，根據乔治·勒梅特的想法，乔治·伽莫夫提出太初核合成假說。拉尔夫·阿尔菲和罗伯特·赫尔曼根據乔治·伽莫夫的理论，预言了宇宙微波背景辐射的存在。這派的見解，後來被統稱為大爆炸理論。
物理學家詹姆士·金斯在1920年代提出另一個概念，認為假設宇宙中不斷產生新物質，在符合哈伯定律與廣義相對論的前提下，宇宙仍然可能保持穩定。1948年，物理學家弗雷德·霍伊尔、湯馬士·戈爾德、赫爾曼·邦迪等人，重新審視詹姆士·金斯的想法，正式提出穩態理論，以對抗大爆炸理論。穩態理論認為，雖然宇宙正在擴張中，但是從長遠的時間來看，它仍然是靜止的，仍然符合完美宇宙原則，沒有開始或結束。
1960年代開始，類星體與電波星系的發現，顯示了穩態理論的缺陷。根據大爆炸理論，這類星體只會存在於遠方，但是根據穩態理論，這類星體應該會平均存在於宇宙各處。觀測的結果，不支持穩態理論的預測，在此之後，物理學界開始倒向於大爆炸理論。1965年，宇宙微波背景辐射的發現，讓主流物理學界廣泛接受大爆炸理論對宇宙的描述比穩態理論正確。穩態理論認為宇宙背景輻射起源自古代星辰，散布在宇宙各地。但是科學家發現宇宙背景輻射在各個方向都是平均的，因此很難認定它源自於幾個不同的起源地。宇宙背景輻射沒有出現極化，不符合穩態理論的散布假說。包括史蒂文·温伯格、史蒂芬·霍金等人皆認為這證明了穩態理論是錯誤的。
2014年3月17日，哈佛－史密松天體物理中心的天文學家宣佈利用BICEP2探測器在宇宙微波背景中觀測到重力波的效應，一經證實，這將成為宇宙暴脹和大爆炸理論的強烈證據。理论物理学家Adam Falkowski已经发现了BICEP分析中的一个潜在问题：要研究宇宙微波背景辐射，必须要先清除前景辐射。